# في أرض ليدال
في أرض ليدال (بالإنجليزية: In the Land of Leadale)‏ هي رواية خفيفة يابانية تم نشرها لأول مرة في 2019 ومن المقرر عمل أنمي مقتبس منه وبدأ بثه في يناير 2022.